# Prefix telefonic 417 (Statele Unite ale Americii)

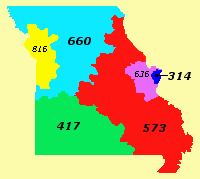
Harta statului cu zonele acoperite de diverse prefixe telefonice

Prefixul telefonic 417, conform originalului area code 417 deservește sud-vestul statul american Missouri, incluzând orașele Branson, Carl Junction, Carthage, Joplin, Lebanon, Neosho, Nixa, Ozark, Springfield și West Plains.
Statului Missouri i se alocaseră inițial (în anul 1947) doar două prefixe telefonice, 314 pentru estul statului Missouri, incluzând Saint Louis și 816 pentru vestul statului Missouri, incluzând Kansas City.
Oricum, la patru ani după ce aceste prefixe au început să fie folosite, în 1951, sud-vestul statului a primit prefixul 417. Spre deosebire de cele două prefixe originale ale statului Missouri, zona prefixului 417 nu a fost nici redusă ca arie de acoperire, nici un a primit un al doilea prefix telefonic care să-l dubleze pe acesta. Astfel, nu există nici un fel de planuri în viitorul apropiat pentru un al doilea prefix alocat acestei zone, sud-vestul statului. Nu există nici un fel de preziceri referitoare la orice modificare a acestei situații până în anul 2028, în ciuda creșterii exponențiale a numerelor de telefoane mobile și a conexiunilor Internet. 